# Петро Якимович Горленко

Герб роду Горленків

Горленко Петро Якимович (1709 — 1788 — ?) — син генерального судді, бунчуковий товариш (1743.27.01.– 1764 – ?). У 1755 р. вів суперечку за ґрунти із полковим осавулом київським Йосипом Закревським.
В грудні 1756 р. отримав дозвіл виїхати в Петербург для влаштування синів у кадетський корпус. В цей час просив дозволу на тимчасове звільнення зі складу Генерального суду у зв’язку з хворобою матері та дружини. Малоросійський полковник (1776). Полковник у відставці (1788). Жив спершу в с. Миронівці (1744), а потім у с. Заїзді.

## Маєтності
Мав у м.Прилуках шинок (1778); у 1780 р. за ним було: у Прилуках — 44, Заїзді — 212, Яблунівці — 112, Толкачеві - 14, різних хуторах - 43, при греблі Перевідській — 36, слободі Обичівській — 5, с. Будах — 4, с. Калішівці — 4, Калішівці — 11, Дідівцях — 6, Краслянах — 5, Подищах — 3 душі чоловiкiв; у 1782 р. за ним було: Прилуцького повіту в х. Калішевському — чоловічої статі 8, жін. 5, с. Подищах — чоловічої статі 8, жін. 6, слобідці Обичевській — чоловічої статі 2, жіночої статі 3, х. Войтовському — чоловічої статі 34, жіночої статі 38, с. Буда — чоловічої статі 6, жіночої статі 4, с. Дідівцях. — чоловічої статі 28, жіночої статі 27, с. Краслянах — чоловічої статі 6, жіночої статі 4; у 1787 р. за ним Прилуцького повіту в 3 селах, 4 селищах і 5 хуторах — 793 душі; Володів у 1737 р. в Погарській сотні у с. Бобрик 1 двір дуже убогий (1737), в д. Гланишів 1-ї полкової Переяславської сотні 3 двори убогих посполитих на 3 хати та 1 бездвірну хату, у Яготинській сотні в хут. Петрівський посполитих підсусідків 2 двори на 4 хати убогих і 4 хати бездвірних, всього 2 двори 8 хат, 7 піших, 5 дворів служителів (1750). Мав 793 підданих в 7 селах і 5 хуторах (1788).

## Родина
Дружина — Марія Іванівна Тимошенко (нар. до 1767-?), після 1788 - дружина Палагея Григорівна Іваненко; Ганна Євдокимівна Кільдішева (Горленко);
Діти — Іван Петрович Горленко (1738-1794) - Військовий товариш (1772-1784), бунчуковий товариш (1788),  
Семен Петрович Горленко (1744-?)
Дамаскин Петрович Горленко (1755-?) - майор
Андрій Петрович Горленко
Тимофій Петрович Горленко
Батько Горленко Яким Іванович (1686 — бл. 1758) — Генеральний хорунжий Глухівського періоду в історії України в 1729—1741 роках за правління Данила Апостола, наказний гетьман в 1737—1741 роках, Генеральний суддя в 1741 та в 1745—1758 роках за правління гетьмана Кирила Розумовського, значний військовий товариш (1715—1725 рр.), бунчуковий товариш (1725—1729 рр.).
Двоюрідний брат Іван Данилович Кирпич. Двоюрідний брат переяславського полкового писаря Якима Каневського. 
Мати — Марія Іванівна Канієвська-Оболонська.
Брати та сестри по батьку від другого шлюбу з Маврою (Марією) Давидівною Кирпич. Анастасія Шишкевич, Марія Кандиба, Ганна Милорадович, Олена Сандурська, Степан (? — після 1784), Єфросинія Іоакимівна Милорадович(Кандиба) (Горленко), Зиновія Маркевич — Чарниш (1714 — ?).
Дід — Горленко Іван Лазарович.
Баба — Кудар Ганна Петрівна (бл. 1665 — бл. 1670) походила зі звичайної козацької родини.